# Dingalan
Dingalan é um município de  terceira classe de renda municipal (d) na província Aurora, nas Filipinas. De acordo com o censo de 1 de maio  de  2020 possui uma população de 27 878 pessoas e 6 854 domicílios.